# Natsuko Hara
Natsuko Hara (原 菜摘子, Hara Natsuko, nascida em 1 de março de 1989) é uma futebolista japonesa que atua como meia. Atualmente joga pelo NTV Beleza.